# バラジャーノ
バラジャーノ（イタリア語: Baragiano）は、イタリア共和国バジリカータ州ポテンツァ県にある、人口約2,600人の基礎自治体（コムーネ）。

## 地理

### 位置・広がり

#### 隣接コムーネ
隣接するコムーネは以下の通り。
- バルヴァーノ
- ベッラ
- ピチェルノ
- ルオーティ

## 行政

### 分離集落
バラジャーノには、以下の分離集落（フラツィオーネ）がある。
- Baragiano Scalo, Franciosa, Gliubizzi Nocenzullo, Martino Nero, San Giorgio Isca della Botte, Serra di Plinio